# Médaille d’or du CNRS
Die Médaille d’or du CNRS (Goldmedaille des CNRS) ist die höchste Auszeichnung des CNRS und eine der höchsten wissenschaftlichen Auszeichnungen in Frankreich. Sie wird seit 1954 jährlich verliehen. Daneben verleiht das CNRS auch mehrere Silber- und Bronzemedaillen in jedem Jahr.

## Preisträger
- 1954: Émile Borel (Mathematik)
- 1955: Louis de Broglie (Physik), Nobelpreis für Physik 1929
- 1956: Jacques Hadamard (Mathematik)
- 1957: Gaston Dupouy (Physik)
- 1958: Gaston Ramon (Immunologie)
- 1959: André Danjon (Astrophysik)
- 1960: Raoul Blanchard (Geographie)
- 1961: Pol Bouin (Physiologie)
- 1962: Marcel Delépine (Chemie)
- 1963: Robert Courrier (Biologie)
- 1964: Alfred Kastler (Physik), Nobelpreis für Physik 1966
- 1965: Louis Néel (Physik), Nobelpreis für Physik 1970
- 1966: Paul Pascal (Chemie)
- 1967: Claude Lévi-Strauss (Ethnologie)
- 1968: Boris Ephrussi (Genetik)
- 1969: Georges Chaudron (Chemie)
- 1970: Jacques Friedel (Physik)
- 1971: Bernard Halpern (Immunologie)
- 1972: Jacques Oudin (Immunologie)
- 1973: André Leroi-Gourhan (Ethnologie)
- 1974: Edgar Lederer (Biochemie)
- 1975: Raimond Castaing (Physik), Christiane Desroches-Noblecourt (Ägyptologie)
- 1976: Henri Cartan (Mathematik)
- 1977: Charles Fehrenbach (Astronomie)
- 1978: Maurice Allais (Ökonomie), Alfred-Nobel-Gedächtnispreis für Wirtschaftswissenschaften 1998, Pierre Jacquinot (Physik)
- 1979: Pierre Chambon (Biologie)
- 1980: Pierre-Gilles de Gennes (Physik), Nobelpreis für Physik 1991
- 1981: Jean-Marie Lehn (Chemie), Nobelpreis für Chemie 1987, und Roland Martin (Archäologie)
- 1982: Pierre Joliot (Biochemie)
- 1983: Evry Schatzman (Astrophysik)
- 1984: Jean Brossel (Physik), Jean-Pierre Vernant (Geschichte)
- 1985: Piotr Slonimski (Genetik)
- 1986: Nicole Le Douarin (Embryologie)
- 1987: Georges Canguilhem (Philosophie), Jean-Pierre Serre (Mathematik)
- 1988: Philippe Nozières (Physik)
- 1989: Michel Jouvet (Biologie)
- 1990: Marc Julia (Chemie)
- 1991: Jacques Le Goff (Geschichte)
- 1992: Jean-Pierre Changeux (Neurobiologie)
- 1993: Pierre Bourdieu (Soziologie)
- 1994: Claude Allègre (Geophysik)
- 1995: Claude Hagège (Linguistik)
- 1996: Claude Cohen-Tannoudji (Physik), Nobelpreis für Physik 1997
- 1997: Jean Rouxel (Chemie)
- 1998: Pierre Potier (Chemie)
- 1999: Jean-Claude Risset (Computer-Musik)
- 2000: Michel Lazdunski (Biochemie)
- 2001: Maurice Godelier (Anthropologie)
- 2002: Claude Lorius (Klimatologie), Jean Jouzel (Klimatologie)
- 2003: Albert Fert (Physik), Nobelpreis für Physik 2007
- 2004: Alain Connes (Mathematik)
- 2005: Alain Aspect (Physik), Nobelpreis für Physik 2022
- 2006: Jacques Stern (Informatik)
- 2007: Jean Tirole (Ökonomie), Alfred-Nobel-Gedächtnispreis für Wirtschaftswissenschaften 2014
- 2008: Jean Weissenbach (Genetik)
- 2009: Serge Haroche (Physik), Nobelpreis für Physik 2012
- 2010: Gérard Férey (Chemie)
- 2011: Jules Hoffmann (Biologie), Nobelpreis für Physiologie oder Medizin 2011
- 2012: Philippe Descola (Anthropologie)
- 2013: Margaret Buckingham (Entwicklungsbiologie)
- 2014: Gérard Berry (Computerwissenschaften)
- 2015: Eric Karsenti (Biologie)
- 2016: Claire Voisin (Mathematik)
- 2017: Alain Brillet (Physik), Thibault Damour (Physik)
- 2018: Barbara Cassin (Philosophie)
- 2019: Thomas Ebbesen (Physikochemie)
- 2020: Françoise Combes (Astrophysik)
- 2021: Jean Dalibard (Physik)
- 2022: Jean-Marie Tarascon (Chemie)
- 2023: Sandra Lavorel (Ökologie)
- 2024: Edith Heard (Biologie)[1]